# کنراد هاینیش
کنراد هاینیش (۱۸۷۶ مارس ۱۳–۱۹۲۵ آوریل ۲۸) سیاستمدار آلمانی در حزب سوسیال دموکرات آلمان و یکی از «رادیکال‌های مارکسیستی چپ» از سیاست آلمان بود. او دوست و پیرو (به قول خودش Parvulus) الکساندر پاروس بود.

## زندگی
هاینیش در گرایفسوالد، ایالت فورپومرن متولد شد. وی پسر عموی اریش هاینیش (Sinich Sinolog) مشهور آلمانی بود.
هاینیش در دوران دبیرستان سوسیالیست شد. خانواده محافظه کارش (مادرش یکی از اعضای مجلس مکلنبورگ) او را به همین دلیل از مدرسه بیرون آورد و در یک بیمارستان روانپزشکی قرار داد. او فرار کرد و به لایپزیگ گریخت و در آنجا کار روزنامه‌نگاری و بعداً سردبیر مقالات سوسیال دموکرات و سوسیالیست را آغاز کرد. برای نمونه آثارش در عصر جدید، در آن زمان او با مشاهیر مارکسیست مانند روزا لوکزامبورگ، فرانتس مهرینگ، کارل کائوتسکی و به ویژه پاروس دوست شد، که وی را در تمام زندگی و همچنین در تغییر جهت سیاسی خود بعنوان مربی و دوست می‌دانست.

## در طول جنگ جهانی اول
هانیش ابتدا با جنگ جهانی اول در سال ۱۹۱۴ مخالفت کرد، اما متعاقباً مانند دیگر اعضای سوسیال دموکرات آلمان از جنگ به سبک سوسیالیستی حمایت کرد. او در یک سخنرانی (درسال ۱۹۱۶) در کنفرانس SDP(حزب سوسیال دموکرات آلمان)، «شور و شوق اوت» را به یاد آورد:
درگیری دو روح در یک سینه احتمالاً برای هیچ‌یک از ما آسان نبود. [ادامه داشت] تا اینکه ناگهان — هرگز روز و ساعت را فراموش نمی‌کنم، تنش وحشتناک برطرف شد. "Deutschland | Deutschland über alles"
وی در طول جنگ جهانی اول به عنوان عضوی از گروه لنش-کانو-هاینیش مشهور شد، یک گرایش ملی گرایانه در SPD که حمایت اعضای SPD را برای «اعتبارات جنگ» (جنگ سوسیالیستی) (در واقع حمایت از تلاش‌های ارتش آلمان) در رایشتاگ بنا نهاد. بر اساس این نظریه مارکسیستی پیروزی آلمان در جنگ جهانی اول با تلاش SPD، می‌تواند حزب را یک نیروی مسلط در سوسیالیسم اروپا نشان دهد، و برای تبدیل آلمان به یک کشور سوسیالیستی و ایجاد انقلاب‌های سوسیالیستی در کشورهای شکست خورده استفاده شود. همکاران وی در این جنبش هاینریش کانو و پل لنش، هر دو سوسیال دموکرات چپ‌گرا و مارکسیست‌های نزدیک به روزا لوکزامبورگ بودند. وی از سال ۱۹۱۵ سردبیر Die Glocke شد.

## آثار
- Ferdinand Freiligrath: Wir sind die Kraft! Auswahl politischer und proletarischer Gedichte. Mit biographischen Skizze und erläuiterndem Nachwort von Konrad Haenisch. 3. Auflage. Gerisch, Dortmund 1910.
- Die Hetze auf die Arbeiterjugend. Aus den Reden des Landtagsabgeordneten Konrad Haenisch in den Sitzungen des Preußischen Abgeordnetenhauses am 11. und 12. Mai 1914. Ebert, Berlin 1914.
- Wo steht der Hauptfeind? Verlag der Internationalen Korrespondenz Baumeister, Berlin 1915.
- Der deutsche Arbeiter und sein Vaterland. Verlag der Internationalen Korrespondenz. Berlin-Karlshorst 1915.
- Sozialdemokratie und nationale Verteidigung. Buchhandlung Vorwärts, Berlin 1916.
- Die deutsche Sozialdemokratie in und nach dem Weltkriege. Mit einem Anhang: Zur Bibliographie der sozialistischen Kriegsliteratur (= Kriegspolitische Einzelschriften. Bd. 6/7). Schwetschke, Berlin 1916.
- Franz Klupsch: Die Judenhetze. Eine schwere Gafahr für den staatlichen und wirtschaftlichen Wiederaufbau Deutschlands. Mit einem Geleitbrief von Konrad Haenisch (Wirtschaft und Volk. Schriften zur Wiederaufrichtung پتDeutschlands und Genesung unseres Volkes. Hrsg. von der Deutschen Wirtschafts-Politischen Gesellschaft, Berlin). Berlin 1920.
- Neue Bahnen der Kulturpolitik. Aus der Reformpraxis der deutschen Republik. Dietz, Berlin 1921.
- Lassalle. Mensch und Politiker. Mit einem Bildnis Lassalles von Jakob Steinhardt und 10 Faksimile-Beilagen. Schneider, Berlin 1923.
- August Bebel. Schneider, Berlin 1923.
- Johann Plenge: In den Umsturztagen 1918/19. Aus meinem Briefwechsel mit Konrad Haenisch. Mit einem Brief an Philipp Scheidemann vom 8. November 1918. Bredt, Münster (um 1934).